# 和慧
和慧（1972年4月1日—），陕西安康人，中国抒情戏剧女高音歌唱家。
和慧是迄今为止唯一登台世界六大顶级歌剧院的中国歌唱家，也是唯一一个作为第一女主角登上意大利斯卡拉歌剧院的中国人。

## 生平
1972年生于陕西省安康县。1990年毕业于安康市永红中学（2002年改称汉滨高级中学）。1994年7月毕业于西安音乐学院声乐系，留校任教，期间师从王真和饶余鉴等先生。1995年，她在学院排演的莫扎特歌剧《女人心》中饰多拉贝拉。早年在国内参加过一些比赛，但是成绩都不太理想。1998年，她获得与佛罗伦萨歌剧院合作的机会，在上海大剧院首演歌剧《阿依达》，成为国内首位阿依达扮演者。2000年，她在多明戈世界歌剧大赛斩获第二名，迎来人生的转折。
2001年1月5日，她与多明戈合作，在上海大剧院举办了音乐会。2002年，又在第42届威尔第国际声乐比赛中获第一名。随后与一位意大利经纪人赴意大利发展，在帕尔玛皇家歌剧院通过面试并签下合同，担纲女主角表演《托斯卡》。2004年，第一次受邀出演《蝴蝶夫人》女主角。随后，她先后登上维也纳国立歌剧院、米兰斯卡拉歌剧院、巴黎歌剧院等世界知名歌剧院舞台担任女主角。
2012年5月，她回归中国舞台，在国家大剧院上演威尔第歌剧《假面舞会》，饰演女主角阿米莉亚。2017年5月，受聘为中国音乐学院中国乐派高精尖创新中心特聘教授。
2019年8月，她还赶赴奥地利萨尔茨堡音乐节出演歌剧《阿德里安娜·莱科芙露尔》，为生病的安娜·涅特列布科救场。2019年9月5日至7日，在迪拜歌剧院上演《图兰朵》。从2019年10月底开始，在美国纽约大都会歌剧院演出《蝴蝶夫人》。同年12月在上海大剧院首演《图兰朵》。2020年1月4日，在北京中山公园音乐堂举办独唱音乐会。

## 独唱音乐会
| 日期          | 音乐会名称                                               | 地点                 |
| ------------- | -------------------------------------------------------- | -------------------- |
| 2017年9月     | 和慧国际歌剧舞台20周年纪念——和慧与苏州交响乐团独唱音乐会 | 上海大剧院           |
| 2018年10月7日 | 致敬伟大的歌剧艺术——和慧国际歌剧舞台20周年纪念音乐会     | 北京国家大剧院音乐厅 |
| 2020年1月4日  | 世界著名女高音歌唱家和慧——新年独唱音乐会                 | 北京中山公园音乐堂   |

## 荣誉
- 中国中央电视台青年歌手电视大奖赛美声唱法专业组银奖（2000年）[9]
- 威尔第歌剧协会－朱莉叶奖（2007年）
- 意大利维罗纳歌剧艺术基金会－首届奥斯卡歌剧金像奖（2010年）[10]
- 伊利卡国际歌剧奖（2011年）[10]
- 第9届影响世界华人大奖（2015年）[11]